# 美国黑人社会主义者
美国黑人社会主义者（英語：Black Socialists in America，缩写为BSA）是美国的一个左翼政治组织，成立于2018年4月。该组织主要在贫困和工人阶级的非裔美国人中进行组织工作，其目标是为以黑人社会主义者自居的美国人创建一个全国性的平台和网络。
该组织成立以来，与全国各地的组织合作开展基层倡议，获得全国媒体的关注，并得到诺姆·乔姆斯基的支持。
该组织还举办了多场公共讨论会和在线讨论会，邀请来自民权运动和黑人力量时代的黑人组织者，如贾马尔·约瑟夫和洛伦佐·孔博亚·埃尔文，以及像星星大会这样的政治组织参与。